# Stéphan Caron
Stéphan Malcolm Caron (ur. 1 lipca 1966 w Rouen) – były francuski pływak specjalizujący się w stylu dowolnym, medalista olimpijski, mistrzostw Świata i Europy.
Jego największym sukcesem  są 2 brązowe medale IO. Ukończył Institut supérieur de gestion.